# Lista över fornlämningar i Svedala kommun
Lista över fornlämningar i Svedala kommun är en förteckning av ett urval av de fornlämningar som finns i Svedala kommun.

## Bara
| Namn                         | Lämningstyp  | Tillkomsttid | Historisk indelning | Plats | Läge                 | ID-nr          | Bild                                      |
| ---------------------------- | ------------ | ------------ | ------------------- | ----- | -------------------- | -------------- | ----------------------------------------- |
| Ljusbjer (höjden) (Bara 1:1) | Hög          |              | Bara, Skåne         |       | 55.600789, 13.207870 | 10118200010001 | Ladda upp en bild av detta fornminne      |
| Mångelsten (Bara 2:1)        | Stenkrets    |              | Bara, Skåne         |       | 55.585884, 13.216870 | 10118200020001 | Ladda upp en till bild av detta fornminne |
| Askebacken (Bara 7:1)        | Borg         |              | Bara, Skåne         |       | 55.568759, 13.207388 | 10118200070001 | Ladda upp en bild av detta fornminne      |
| Bara 21:1                    | Kyrka/kapell |              | Bara, Skåne         |       | 55.575039, 13.166129 | 10118200210001 | Ladda upp en bild av detta fornminne      |
| Bara 44:1                    | Hög          |              | Bara, Skåne         |       | 55.565176, 13.180815 | 10118200440001 | Ladda upp en bild av detta fornminne      |

## Börringe
| Namn                                   | Lämningstyp      | Tillkomsttid | Historisk indelning | Plats | Läge                 | ID-nr          | Bild                                      |
| -------------------------------------- | ---------------- | ------------ | ------------------- | ----- | -------------------- | -------------- | ----------------------------------------- |
| Börringe 2:1                           | Kyrka/kapell     |              | Börringe, Skåne     |       | 55.508874, 13.334782 | 10120600020001 | Ladda upp en till bild av detta fornminne |
| Börringe 2:2                           | Begravningsplats |              | Börringe, Skåne     |       | 55.508916, 13.334860 | 10120600020002 | Ladda upp en bild av detta fornminne      |
| Lemmeströ gamla kyrka (Börringe 3:1)   | Kyrka/kapell     |              | Börringe, Skåne     |       | 55.503013, 13.392007 | 10120600030001 | Ladda upp en till bild av detta fornminne |
| Lemmeströ gamla kyrka (Börringe 3:2)   | Begravningsplats |              | Börringe, Skåne     |       | 55.503033, 13.392031 | 10120600030002 | Ladda upp en bild av detta fornminne      |
| Borravallen (Börringe 5:1)             | Fornborg         |              | Börringe, Skåne     |       | 55.499329, 13.317780 | 10120600050001 | Ladda upp en till bild av detta fornminne |
| Börringe 7:1                           | Begravningsplats |              | Börringe, Skåne     |       | 55.508089, 13.415302 | 10120600070001 | Ladda upp en bild av detta fornminne      |
| Kungsbacken (Börringe 10:1)            | Borg             |              | Börringe, Skåne     |       | 55.494250, 13.381087 | 10120600100001 | Ladda upp en bild av detta fornminne      |
| Öjenslott, Turestorpsö (Börringe 11:1) | Borg             |              | Börringe, Skåne     |       | 55.481139, 13.359229 | 10120600110001 | Ladda upp en till bild av detta fornminne |
| Skyttanäbben (Börringe 13:1)           | Borg             |              | Börringe, Skåne     |       | 55.489988, 13.320861 | 10120600130001 | Ladda upp en bild av detta fornminne      |
| Domarskogskullar (Börringe 175:1)      | Hög              |              | Börringe, Skåne     |       | 55.484058, 13.395593 | 10120601750001 | Ladda upp en bild av detta fornminne      |
| Börringe 177:1                         | Stensättning     |              | Börringe, Skåne     |       | 55.493991, 13.410021 | 10120601770001 | Ladda upp en bild av detta fornminne      |

## Hyby
| Namn                             | Lämningstyp    | Tillkomsttid | Historisk indelning | Plats     | Läge                 | ID-nr          | Bild                                      |
| -------------------------------- | -------------- | ------------ | ------------------- | --------- | -------------------- | -------------- | ----------------------------------------- |
| Rövarestugan, Blodhög (Hyby 2:1) | Hög            |              | Hyby, Skåne         |           | 55.589350, 13.219501 | 10125800020001 | Ladda upp en till bild av detta fornminne |
| Jättegraven (Hyby 3:1)           | Stenkammargrav |              | Hyby, Skåne         |           | 55.587742, 13.221806 | 10125800030001 | Ladda upp en till bild av detta fornminne |
| Hybystenen 1/ DR 264 (Hyby 8:1)  | Runristning    |              | Hyby, Skåne         | Vismarlöv | 55.585978, 13.289093 | 10125800080001 | Ladda upp en till bild av detta fornminne |
| Hyby 9:1                         | Hög            |              | Hyby, Skåne         |           | 55.573595, 13.281117 | 10125800090001 | Ladda upp en bild av detta fornminne      |
| Hyby 12:1                        | Hög            |              | Hyby, Skåne         |           | 55.572555, 13.275423 | 10125800120001 | Ladda upp en bild av detta fornminne      |
| Hyby 16:1                        | Hög            |              | Hyby, Skåne         |           | 55.559018, 13.283201 | 10125800160001 | Ladda upp en bild av detta fornminne      |
| Hyby 16:2                        | Hög            |              | Hyby, Skåne         |           | 55.558978, 13.282537 | 10125800160002 | Ladda upp en bild av detta fornminne      |
| Hyby 16:3                        | Hög            |              | Hyby, Skåne         |           | 55.559170, 13.284063 | 10125800160003 | Ladda upp en bild av detta fornminne      |
| Hyby 18:1                        | Stensättning   |              | Hyby, Skåne         |           | 55.552034, 13.288464 | 10125800180001 | Ladda upp en bild av detta fornminne      |
| Hyby 49:1                        | Hällristning   |              | Hyby, Skåne         |           | 55.540213, 13.301158 | 10125800490001 | Ladda upp en bild av detta fornminne      |
| Hyby 50:1                        | Stensättning   |              | Hyby, Skåne         |           | 55.533054, 13.302185 | 10125800500001 | Ladda upp en bild av detta fornminne      |
| Hyby 69:1                        | Hög            |              | Hyby, Skåne         |           | 55.541767, 13.330407 | 10125800690001 | Ladda upp en bild av detta fornminne      |
| Hyby 97:1                        | Hög            |              | Hyby, Skåne         |           | 55.570641, 13.245378 | 10125800970001 | Ladda upp en bild av detta fornminne      |

## Skabersjö
| Namn                      | Lämningstyp    | Tillkomsttid | Historisk indelning | Plats | Läge                 | ID-nr          | Bild                                      |
| ------------------------- | -------------- | ------------ | ------------------- | ----- | -------------------- | -------------- | ----------------------------------------- |
| Dyssesten (Skabersjö 3:1) | Stenkammargrav |              | Skabersjö, Skåne    |       | 55.555441, 13.150906 | 10133600030001 | Ladda upp en till bild av detta fornminne |

## Svedala
| Namn                   | Lämningstyp  | Tillkomsttid | Historisk indelning | Plats | Läge                 | ID-nr          | Bild                                      |
| ---------------------- | ------------ | ------------ | ------------------- | ----- | -------------------- | -------------- | ----------------------------------------- |
| Svedala 3:1            | Kyrka/kapell |              | Svedala, Skåne      |       | 55.496555, 13.234054 | 10135800030001 | Ladda upp en bild av detta fornminne      |
| Svedala 6:1            | Hög          |              | Svedala, Skåne      |       | 55.531850, 13.207611 | 10135800060001 | Ladda upp en till bild av detta fornminne |
| Lindholm (Svedala 7:1) | Borg         |              | Svedala, Skåne      |       | 55.496958, 13.298218 | 10135800070001 | Ladda upp en till bild av detta fornminne |

## Törringe
| Namn                    | Lämningstyp | Tillkomsttid | Historisk indelning | Plats | Läge                 | ID-nr          | Bild                                 |
| ----------------------- | ----------- | ------------ | ------------------- | ----- | -------------------- | -------------- | ------------------------------------ |
| Harebjer (Törringe 1:1) | Hög         |              | Törringe, Skåne     |       | 55.511890, 13.121173 | 10138400010001 | Ladda upp en bild av detta fornminne |